# Heligmonevra lavignei
Heligmonevra lavignei là một loài ruồi trong họ Asilidae. Heligmonevra lavignei được Joseph & Parui miêu tả năm 1980. Loài này phân bố ở miền Ấn Độ - Mã Lai.